# Acanthospermum
Acanthospermum là một chi thực vật có hoa trong họ Cúc (Asteraceae).

## Loài
Chi Acanthospermum gồm các loài: